# ジャン・ナイト・じゃん
「ジャン・ナイト・じゃん」は、日本の歌手・三波春夫のシングル。1992年（平成4年）11月21日にテイチク（現∶テイチクエンタテインメント）よりリリースされた。

## 概要
- 日本を代表する国民的歌手・三波春夫がフジテレビ系列で放送されていた深夜アニメ『スーパーヅガン』の主題歌としてリリースした楽曲である。
- 1990年代前半の三波はハウスサウンドやラップ、レゲエを導入して過去の名曲をリメイクしたアルバム『オマンタせしました! HARUO IN DANCE BEAT』を発売[1][注釈 1]するなど精力的に活動していた。
- 当時の三波は69歳であったが、年齢を感じさせないような早いラップが特徴で、メロディはかつて流行していたテクノポップのアレンジが採られている。
- なお、過去に存在していたジュリアナ東京でライブを開催した際に歌唱し、その柔軟な姿勢が若年層にも受け入れられて、観客が三波の歌声に狂喜乱舞した。
- 非売品の12インチシングル盤も製作された。

## 収録曲
8cmCD
1. ジャン・ナイト・じゃん
作詞：三波春夫／作曲・編曲：CHOKKAKU
  - フジテレビ系放映アニメーション『スーパーヅガン』主題歌
2. IKA NEVER (SPACELAB-ECHO)
作詞：三波春夫／作曲・編曲：CHOKKAKU
3. ジャン・ナイト・じゃん (JHAN-HOLIC-DUB)
4. ジャン・ナイト・じゃん (ORIGINAL KARAOKE)

シングル・カセット
A面
1. ジャン・ナイト・じゃん
2. ジャン・ナイト・じゃん (ORIGINAL KARAOKE)

B面
1. IKA NEVER (SPACELAB-ECHO)
2. ジャン・ナイト・じゃん (JHAN-HOLIC-DUB)